# Terence McKenna
Terence Kemp McKenna (Paonia, 16 novembre 1946 – San Rafael, 3 aprile 2000) è stato uno scrittore, naturalista e filosofo statunitense.

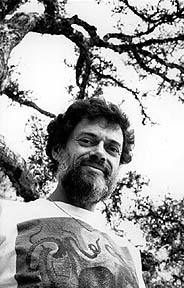
Terence McKenna.

Fu una delle personalità più significative della controcultura americana degli ultimi anni, importante esponente della cultura psichedelica, oltre che fondatore di una istituzione privata per ricerche etnobotaniche. McKenna ha cercato in modo metodico e sistematico di interpretare la storia dell'evoluzione dell'umanità attraverso l'uso controllato di psichedelici, ricoprendo per alcuni il ruolo che fu già di Timothy Leary negli anni sessanta.

## Biografia
Cresce a Paonia, una piccola e religiosa città del Colorado dell'ovest. Una rara malattia della vista lo costrinse a utilizzare lenti bifocali già in tenera età. Questo fatto, unito alla sua costituzione non propriamente atletica ne fecero una persona isolata, tanto che fu costretto a un'infanzia forse un po' solitaria.
Venne introdotto allo studio della geologia grazie a suo zio, sviluppando l'hobby della ricerca di fossili negli arroyos  poco distanti dalla sua casa. Nacque così il suo profondo attaccamento artistico e scientifico per la natura.
Conobbe le sostanze psichedeliche attraverso gli scritti di Aldous Huxley. La sua prima esperienza diretta con esse avvenne quando si alimentò con una notevole quantità di semi di morning glory (Ipomoea violacea), un'esperienza che, egli disse, avrebbe determinato l'intera esistenza.
Dopo aver terminato gli studi superiori si iscrisse alla Università di Berkeley. Si trasferì a San Francisco nell'estate del 1967, prima dell'inizio delle lezioni, e fu iniziato alla cannabis e all'LSD da Barry Melton, che alloggiava nell'appartamento di fronte al suo.
Nel 1969 riceve un Bachelor's degree in Ecologia e Conservazione presso il Tussman Experimental College, una succursale del campus di Berkeley che ebbe vita breve. Trascorse gli anni successivi al diploma, insegnando inglese in Giappone, viaggiando in India e nel Sud Est asiatico, contrabbandando hashish e raccogliendo farfalle per conto di società di forniture biologiche.
Dopo la morte di sua madre nel 1971, Terence, suo fratello Dennis, e altre tre persone si recarono nell'Amazzonia colombiana alla ricerca dell'"Oo-koo-hé", un derivato di una pianta contenente DMT. A La Chorrera, spinto da suo fratello, si sottopose a un esperimento psichedelico: Terence disse che questa prova lo aveva messo in contatto con il "Logos": fu personale testimone di una "voce istruttiva", "allucinatoria" da lui stesso ritenuta "universale", per una visionaria esperienza religiosa. Le rivelazioni di questa voce lo spinsero a esplorare la struttura di una forma primordiale dell'I Ching, che lo condussero alla sua "Novelty Theory".
Per la maggior parte degli anni 70 McKenna mantenne un basso profilo, abitando in un'anonima casa di periferia, vivendo con i proventi dei diritti d'autore del libro "Magic Mushroom Grower Guide" , e della coltivazione e vendita dei funghi contenenti psilocibina. Disse di essere stato costretto a lavorare in questo modo e a parlare in pubblico dalle pesanti punizioni che la guerra alle droghe aveva inflitto ai suoi colleghi. Una volta, egli stesso venne ricercato dall'Interpol per traffico di droga.
McKenna fu contemporaneo e collega di Ralph Abraham e Rupert Sheldrake, a Riane Eisler e partecipò a collaborazioni e simposi con loro. Era amico personale di Tom Robbins, e influenzò il pensiero di numerosi scienziati, scrittori, artisti, e intrattenitori.
Nei suoi ultimi anni divenne un punto fermo della controcultura. Timothy Leary una volta lo presentò come “Il vero Tim Leary”. Contribuì alla creazione di album psichedelici tra cui “Trance goa” di The Shamen, Spacetime Continuum, Alien Project, Zuvuja e Shpongle.
Nel 1993 fu speaker allo “Starwood Festival” circostanza documentata nel libro "Tripping" di Charles Hayes. Fu un abile oratore ammirato dai suoi fan per la sua eloquenza. Mentre alcune sue presentazioni erano testuali ripetizioni di materiale precedente, il suo dono per i discorsi improvvisati gli consentiva di prodursi in performance colte e imprevedibili. Le sue risposte alle domande inattese erano elaborate e acute come quelle dei suoi discorsi preparati.

### Interessi multidisciplinari e l'uso delle sostanze psichedeliche

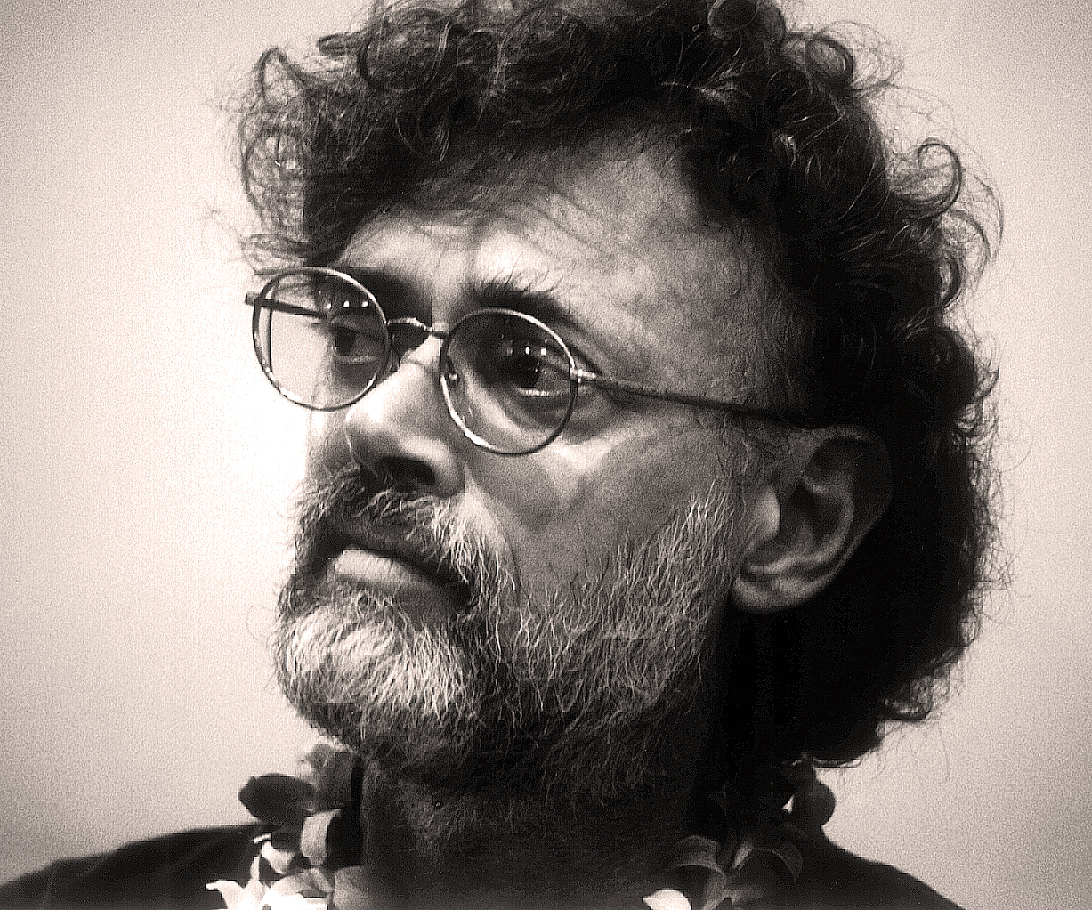
Terence McKenna nel 1999.

Oltre alle droghe psichedeliche, McKenna si occupò di realtà virtuale, di tecno-paganesimo, di intelligenza artificiale, di evoluzione, di extraterrestri, del culto degli antenati e di teoria estetica. Consigliava di assumere sostanze psichedeliche in dosi da medie a estremamente forti, preferibilmente in solitudine, in un luogo buio, privo di musica o di qualunque forma di stimolo esterno.
Dal punto di vista filosofico e religioso, espresse ammirazione per Marshall McLuhan, Pierre Teilhard de Chardin, le dottrine dello gnosticismo cristiano e James Joyce. Fu contrario a qualunque forma di religione organizzata o di risveglio spirituale basato su un guru. Era convinto che la DMT fosse l'apoteosi dell'esperienza psichedelica e parlò di “palloni ingioiellati che si autodribblano”, o di "macchine di folletti che si trasformano da sé” cose che si incontrano quando si è in quello stato. Sebbene egli evitasse ogni fedeltà a qualunque interpretazione singola, era aperto all'idea che le sostanze psichedeliche fossero dei veri e propri “viaggi trans-dimensionali" che consentono all'individuo di incontrarsi con quelli che potevano essere alieni, fantasmi/antenati o gli spiriti della terra.
McKenna fondò il Botanical Dimensions con Kathleen Harrison, una riserva etno-botanica no-profit situata nelle Isole Hawaii, dove visse per molti anni prima di morire. Prima di trasferirsi definitivamente alle Hawaii, McKenna trascorse il suo tempo tra le Hawaii e una città chiamata Occidental, nel bel mezzo di colline costellate di sequoie della Sonoma County in California, una città unica per la sua notevole concentrazione di artisti talentuosi, tra cui Tom Waits e Mickey Hart.
McKenna morì nel 2000, di glioblastoma multiforme, una forma di tumore cerebrale molto aggressiva. Aveva 53 anni. Lasciò suo fratello Dennis, i figli Finn e Klea.

## Il pensiero
Il pensiero di McKenna ribalta la visione delle piante psicoattive, non più viste come un'insidia o un rischio per la salute, ma uno degli strumenti necessari per la propria evoluzione spirituale, strumenti già utilizzati dai nostri antenati. Per questo per McKenna la scienza della psicologia, ignorando per cinquant'anni le piante psicoattive e accontentandosi delle teorie comportamentali, fece un cattivo servizio, potenzialmente mortale, alla dignità umana.
Per McKenna era importante utilizzare solo quei composti che non aggrediscano il cervello, considerato come entità fisica e materiale, per cui sono da evitare composti che siano "estranei" al cervello, in quanto difficili da metabolizzare. Un modo per determinare da quanto tempo esista un rapporto tra una pianta e la razza umana consiste nell'osservare quanto una pianta possa essere stata benigna nei confronti del metabolismo umano. McKenna eleva i funghi alla psilocibina come allucinogeni primari nell'origine arcaica della coscienza, e, tra tutti i composti presenti in natura sceglie la dimetiltriptamina (DMT). È doveroso dire che tutte le teorie di McKenna sono necessariamente basate su una grande quantità di supposizioni. Inoltre le sue teorie per molto tempo non sono state prese in considerazione dagli scienziati e dalla gran parte della comunità scientifica internazionale, sebbene negli ultimi anni la Stoned Ape Theory sia stata oggetto di rivalutazione  e nuovi studi abbiano dimostrato che i funghi psichedelici possono effettivamente aver avuto un ruolo nell'evoluzione della coscienza. 

### DMT e "Set and Setting"
Per McKenna, la DMT doveva essere elevata al ruolo di regina tra le sostanze utili all'espansione della coscienza. La DMT è una triptamina già presente nel cervello umano. "La DMT non è una delle nostre illusioni irrazionali. Ritengo che le esperienze vissute con l'assunzione di DMT siano vere. È una dimensione vicina a noi. Dobbiamo inviare esperti intrepidi, con il compito di esplorare e di riferire su quanto troveranno." Qui McKenna si accosta al pensiero di Timothy Leary e di Ralph Metzner, che negli anni settanta introdussero i termini di "Set and Setting". Infatti per loro questi viaggi andavano intrapresi al buio e nel silenzio e in una situazione di comodità, familiarità e sicurezza. Ti siedi, fai silenzio e presti attenzione: "ecco l'essenza di una tecnica valida". Per questo e per altri motivi, McKenna subì sempre il fascino della figura dello sciamano.

### Il nutrimento degli dei
Questi e altri concetti sono tutti contenuti in numerosi libri scritti. Fra questi forse il più significativo è "Il nutrimento degli dei" in cui fornisce una descrizione più o meno completa di tutte le sostanze psichedeliche ritrovate nel regno vegetale: psilocibina, ayahuasca, Amanita muscaria e altri funghi, segale cornuta, peyote e altre ancora; ma anche altre droghe, quali alcool, tabacco, tè, caffè, zucchero e cacao che malgrado le loro caratteristiche spesso non vengono considerate come tali.
Di altrettanto interesse è la collocazione della televisione che viene annoverata tra le droghe elettroniche, e viene considerata come la droga più utile alle recenti civiltà del dominio per il controllo delle masse. Inoltre McKenna propone un'altra sua teoria, secondo la quale circa 12.000 anni fa sono nate le attuali società del dominio, le cui strutture sono arrivate sino a oggi, e questo a causa di un cambiamento climatico che ha tolto dalla dieta umana i funghi. Fino a quel momento gli uomini vivevano in società della condivisione, vista quasi come un Eden, in cui il mondo femminile aveva un'importanza cruciale: il potere della Grande Dea. McKenna a sostegno di questa tesi porta numerose testimonianze archeologiche, e propone alcune popolazioni, come quella dell'altipiano Tassili-n-Ajjer del 12.000 a.C. i cui resti sono stati ritrovati nell'attuale deserto del Sahara e nell'Algeria Meridionale, da considerare vere e proprie culle della società della condivisione.

### Droghe e governi
L'attuale "civiltà del dominio", per McKenna, ha sempre cercato di mettere al bando le droghe giustificandosi che altrimenti si giungerebbe in un mondo in cui tutti i valori tradizionali della comunità si dileguano di fronte a una ricerca di autogratificazione senza fine. "Non dobbiamo escludere questa possibilità, ma dobbiamo senz'altro scartare la convinzione che sia possibile evitare questa visione del futuro con un sistema di caccia alle streghe, di soppressione delle ricerche e nella diffusione isterica di disinformazione e di bugie. Asserire che il diritto alla ricerca della felicità non comprenda il diritto di sperimentare con piante e sostanze psicoattive, significa fare un discorso che nella migliore delle ipotesi è restrittivo e nella peggiore ignorante e primitivo... La questione degli psichedelici è una questione di diritti e di libertà civili."
Per McKenna la guerra contro la droga viene combattuta in modo schizofrenico dai governi che pur deplorando il loro commercio, sono i principali garanti dei cartelli della droga. "L'assuefazione all'uso delle droghe pesanti aveva bollato negativamente il commercio della droga, e i governi che ne avevano impunemente per secoli commercializzato,  trovandosi quasi improvvisamente in un nuovo clima di riforme sociali furono costretti a legiferare per estromettere questo lucroso commercio dal mondo normale degli affari, inducendolo in uno status di attività illecita. Da quel momento i governi furono costretti a guadagnare sui narcotici, solo mediante sistemi di tangenti e attraverso la corruzione. Infine, la nuova struttura dei prezzi diede al traffico di stupefacenti un volume economico sufficientemente grande da offrire un generoso margine di guadagno a tutte le parti in causa, governi compresi."
Secondo McKenna, quindi, i governi, se volevano continuare a "chiamarsi legittimi", non potevano più partecipare apertamente al commercio mondiale dei narcotici; era necessario operare dietro una facciata per conservare il rispetto della comunità internazionale. "I governi legittimi preferiscono delegare ai propri servizi segreti il compito di stringere accordi con i mafiosi della droga, mentre i macchinari visibili della diplomazia appaiono terribilmente preoccupati del "problema droga", problema sempre presentato in termini tali da convincere ogni persona ragionevole della sua totale e assoluta insolubilità."

### "Timewave zero" e anno 2012
Secondo la "Novelty Theory" proposta da McKenna l'universo è caratterizzato da un cosiddetto "Attrattore teleologico" che determinerebbe una "fine dei giorni" che aumenta l'interconnessione tra viventi, fino a raggiungere nel 2012, una singolarità infinita: a quel punto qualsiasi cosa di immaginabile avverrà simultaneamente, condizione che lui definiva l'"Eschaton". Questa idea venne elaborata da McKenna durante gli anni settanta mentre assumeva il fungo contenente psilocibina e in seguito la dimetiltriptamina.
McKenna vedeva l'universo come uno sciame di onde di materia, che "spiraleggiano" lungo un gradiente di interferenza costruttiva sinergica o energeticamente più favorevole. McKenna considerava che l'universo veniva "tirato dal futuro verso uno scopo così inevitabile, come una biglia che invariabilmente raggiungerà il fondo di una tazza, quando la si rilascia vicino al bordo finendo a riposo, nello stato con minore energia, ossia in fondo alla tazza stessa. Quello è precisamente il mio modello della storia umana."
Nella "Novelty theory", Teoria della Novità, quando due onde di materia vengono connesse da un rapporto di mutua interferenza costruttiva o entanglement quantistico, si immaginano oppure si grokkano reciprocamente. Mc Kenna credeva che l'immaginazione fosse in grado di interconnettere istantaneamente onde di materia, dichiarando che "l'immaginazione è una dimensione dell'informazione nonlocale," e che "la novità equivale a densità di connessione."

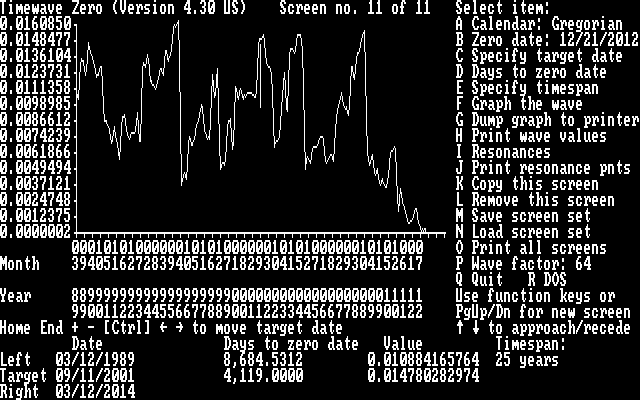
Una schermata prodotta dal software "Timewave Zero".

"Quello che sta avvenendo al nostro mondo è una "ingressione" della novità verso quello che Whitehead definiva "concrescenza", un giro che si stringe. Tutto scorre assieme. Il "lapis auto-poietico", la pietra alchemica alla fine del tempo, va in coalescenza quando tutto scorre assieme. Quando viene fatta un'eccezione alle leggi della fisica, l'universo scompare, e quel che rimane è un plenum strettamente collegato: la monade, capace di espressione di per sé, è limitata a proiettare un'ombra sul fisico come se fosse una sua riflessione. Qui mi sono approssimato molto, al classico pensiero millenarista e apocalittico nella mia visione dell'accelerazione del cambiamento. Dal modo nel quale il giramento si sta stringendo, posso predire che la concrescenza avverrà presto — attorno all'anno 2012. Vedrà l'ingresso della nostra specie nell'iperspazio, ma sembrerà anche essere la fine delle leggi fisiche che accompagneranno il rilascio della mente all'interno dell'immaginazione."
McKenna raffigurava la "novità" in un programma per computer, che, inserendo su di grafico onde temporali prodotte dalla sua teoria produceva per somma algebrica un'onda risultante che denominava "timewave zero" oppure la "onda temporale" ("timewave"). La "Timewave zero" è una formula numerologica che secondo McKenna dovrebbe calcolare il flusso e riflusso della "novità", definita come aumento nel tempo dell'interconnessione nell'Universo, oppure la complessità organizzata. Basandosi sull'interpretazione di McKenna della sequenza "King Wen" delle tessere dell'I Ching cinesi, il grafico sembra mostrare grandi periodi di novità, corrispondenti con i maggiori cambiamenti nell'evoluzione biologica e nei cambiamenti socioculturali dell'umanità.
McKenna credeva che gli eventi di ogni tempo sono ricorsivamente correlati agli eventi di altri tempi, e scelse il bombardamento atomico di Hiroshima come la base che lo condusse a ottenere la data del 18 novembre 2012. Quando in seguito scoprì che la conclusione del 13° baktun del Calendario Maya era stato posto, da studiosi occidentali, in correlazione con la data del 21 dicembre 2012, data abbastanza prossima all'appiattimento della sua curva il 18 novembre, decise che molto più probabilmente i Maya avevano identificato la data giusta, per cui la scelse, dato che poteva inquadrarsi anche nel suo sistema.
Gruppi di ricerca online stanno attualmente verificando la sua teoria a livello sperimentale. È stata calcolata una data alternativa per la fine del "Grafico Timewave". La teoria è stata ripresa in considerazione dalla comunità online Italiana e sta ancora ricevendo considerabile attenzione. Il blog italiano Civiltà Scomparse è gemellato al sito ufficiale della Timewave Zero dal 2017, moderato da Peter Meyer, che ha collaborato alla creazione del grafico. Meyer ha una teoria differente, secondo cui il grafico Timewave finisce l'8 luglio 2018. Un'altra data da lui indicata come potenziale è il 26 agosto 2018.
Opere
- 1975 - The Invisible Landscape: Mind, Hallucinogens, and the I Ching (con Dennis McKenna) (Seabury; 1st Ed) ISBN 0-8164-9249-2. In italiano Lo scenario invisibile. Mente, Allucinogeni e I Ching (traduzione di Francesco De Luca), Roma, Edizioni Spazio Interiore, 2024
- 1976 - The Invisible Landscape (con Dennis McKenna, and Quinn Taylor) (Scribner) ISBN 0-8264-0122-8
- 1976 - Psilocybin - Magic Mushroom Grower's Guide (con Dennis McKenna: accreditato sotto lo pseudonimo OT Oss and ON Oeric) (2nd edition 1986) (And/Or Press) ISBN 0-915904-13-6
- 1992 - Psilocybin - Magic Mushroom Grower's Guide (con Dennis McKenna: (accreditato sotto lo pseudonimo OT Oss and ON Oeric) (Quick American Publishing Company; Revised edition) ISBN 0-932551-06-8
- 1992 - The Archaic Revival (HarperSanFrancisco; 1st edition) ISBN 0-06-250613-7
- 1992 - Food of the Gods: The Search for the Original Tree of Knowledge - A Radical History of Plants, Drugs, and Human Evolution (Bantam) ISBN 0-553-37130-4 . In italiano Il cibo degli dei. Alla ricerca del vero albero della conoscenza (traduzione di Simona Moretti), Prato, Piano B, 2019
- 1992 - Synesthesia (con Timothy C. Ely) (Granary Books 1st Ed) ISBN 1-887123-04-0
- 1992 - Trialogues at the Edge of the West: Chaos, Creativity, and the Resacralization of the World (con Ralph H. Abraham, Rupert Sheldrake and Jean Houston) (Bear & Company Publishing 1st Ed) ISBN 0-939680-97-1
- 1993 - True Hallucinations: Being an Account of the Author's Extraordinary Adventures in the Devil's Paradise (HarperSanFrancisco 1st Ed) ISBN 0-06-250545-9 . In Italiano Vere Allucinazioni (traduzione di Daniele Bolelli), Milano, Shake Edizioni, 2021
- 1994 - The Invisible Landscape (HarperSanFrancisco; Reprint edition) ISBN 0-06-250635-8
- 1998 - True Hallucinations & the Archaic Revival: Tales and Speculations About the Mysteries of the Psychedelic Experience (Fine Communications/MJF Books) (Hardbound) ISBN 1-56731-289-6
- 1998 - The Evolutionary Mind: Trialogues at the Edge of the Unthinkable (con Rupert Sheldrake and Ralph H. Abraham) (Trialogue Press; 1st Ed) ISBN 0-942344-13-8
- 1999 - Food of the Gods: A Radical History of Plants, Drugs, and Human Evolution (Rider & Co; New edition) ISBN 0-7126-7038-6
- 1999 - Robert Venosa: Illuminatus (con Robert Venosa, Ernst Fuchs, H. R. Giger, and Mati Klarwein) (Craftsman House) ISBN 90-5703-272-4
- 2001 - Chaos, Creativity, and Cosmic Consciousness (con Rupert Sheldrake and Ralph H. Abraham) (Park Street Press; revised ed) ISBN 0-89281-977-4 (Revised edition of Trialogues at the Edge of the West)
- 2005 - The Evolutionary Mind: Trialogues on Science, Spirit & Psychedelics (Monkfish Book Publishing; Revised Ed) ISBN 0-9749359-7-2; in italiano La mente evolutiva. Conversazioni su scienza, immaginazione e spirito, Roma, Edizioni Tlon, 2017.

## Opere in audio
- History Ends In Green: Gaia, Psychedelics and the Archaic Revival, 6 audiocassette set, Mystic Fire audio, 1993, ISBN 1-56176-907-X (recorded at the Esalen Institute, 1989)
- TechnoPagans at the End of History (con Mark Pesce from 1998)
- Psychedelics in the Age of Intelligent Machines (1999) 90 minutes video
- Alien Dreamtime with Spacetime Continuum & Stephen Kent (Magic Carpet Media) (CD)
- Conversations on the Edge of Magic (1994) (CD & Cassette) ACE
- Rap-Dancing Into the Third Millennium (1994) (Cassette) (Re-issued on CD as The Quintessential Hallucinogen) ACE
- Packing For the Long Strange Trip (1994) (Cassette) ACE
- Coast to Coast AM with Art Bell, broadcast on May 22, 1997, Five hour interview covering various topics
- Global Perspectives and Psychedelic Poetics (1994) (Cassette) Sound Horizons Audio-Video, Inc.
- The Search for the Original Tree of Knowledge (1992) (Cassette) Sounds True

## Discografia
- Re: Evolution with The Shamen (1992)
- Terence McKenna & Zuvuya - Dream Matrix Telemetry (1993)
- Alien Dreamtime with Spacetime Continuum & Stephen Kent (Magic Carpet Media) (DVD)
- 2009 - Cognition Factor (2009)
- 2012 - The Terence Mckenna OmniBus 2012